# New England Patriots 2025
La stagione 2025 dei New England Patriots sarà la 56ª della franchigia nella National Football League, la 66ª complessiva e la prima con Mike Vrabel come capo-allenatore.

## Scelte nel Draft 2025

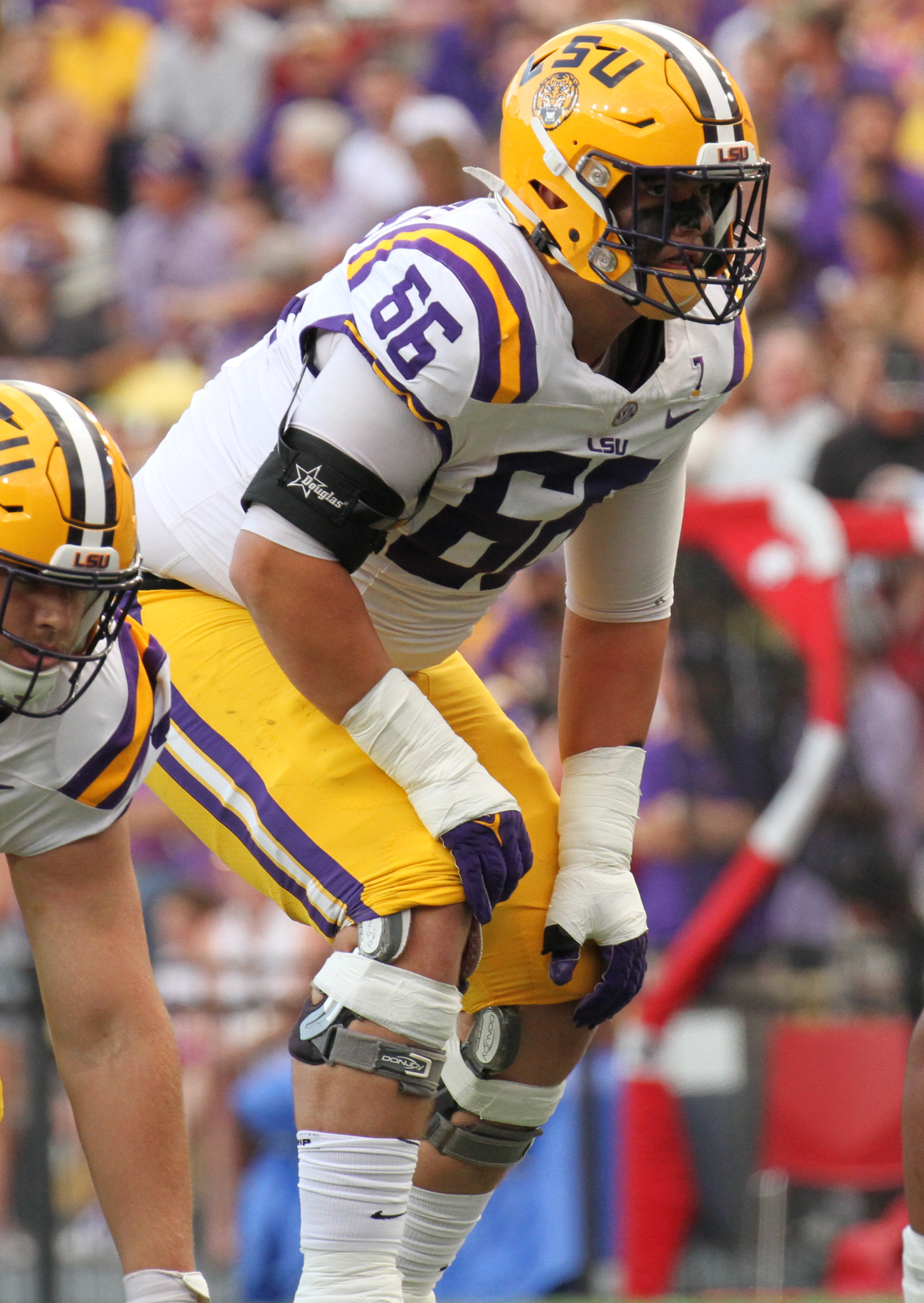
La quarta scelta assoluta del Draft 2025 Will Campbell

| Scelte dei Patriots nel Draft 2025 |        |                    |       |                  |                             |
| Giro                               | Scelta | Giocatore          | Ruolo | College          | Note                        |
| 1                                  | 4      | Will Campbell      | OT    | LSU              |                             |
| 2                                  | 38     | TreVeyon Henderson | RB    | Ohio State       |                             |
| 3                                  | 69     | Kyle Williams      | WR    | Washington State |                             |
| 3                                  | 95     | Jared Wilson       | C     | Georgia          | da Kansas City              |
| 4                                  | 106    | Craig Woodson      | S     | California       |                             |
| 4                                  | 137    | Joshua Farmer      | DT    | Florida State    | da Seattle                  |
| 5                                  | 146    | Bradyn Swinson     | DE    | LSU              | da Carolina                 |
| 6                                  | 182    | Andres Borregales  | K     | Miami            | da Jacksonville via Detroit |
| 7                                  | 220    | Marcus Bryant      | OT    | Missouri         |                             |
| 7                                  | 251    | Julian Ashby       | LS    | Vanderbilt       | da Kansas City              |
| 7                                  | 257    | Kobee Minor        | CB    | Memphis          | da Kansas City              |

## Staff
| Staff dei New England Patriots |
| --- |
| Organi dirigenziali - Chairman/CEO – Robert Kraft - Presidente – Jonathan Kraft - Direttore del personale dei giocatori – Matt Groh - Direttore del personale professionistico – Brian Smith - Vicepresidente esecutivo del personale dei giocatori – Eliot Wolf - Direttore degli osservatori dei professionisti – Steve Cargile - Direttore degli osservatori del college – Camren Williams - Direttore dell'amministrazione degli osservatori – Nancy Meier - Direttore del football – Marshall Oium - Direttore della ricerca – Richard Miller Capo allenatore - Capo-allenatore - Mike Vrabel Altri allenatori - Preparatore atletico – Moses Cabrera - Assistente p.a. – Deron Mayo Allenatori dell'attacco - Coordinatore offensivo – Josh McDaniels - Quarterback - Ashton Grant - Assistente quarterback – Evan Rothstein - Running back – Tony Dews - Wide receiver/kick returner – Troy Brown - Wide receiver – Todd Downing - Tight end – Thomas Brown - Offensive line – Doug Marrone - Assistente offensive line – Robert Kugler Allenatori della difesa - Coordinatore difensivo - Terrell Williams - Defensive line – Vacante - Linebacker – Vacante - Linebacker – Vacante - Cornerback – Vacante - Safety – Vacante - Assistente allenatore difensivo – Vinny DePalma - Assistente allenatore difensivo – Jamael Lett Allenatori dello special team - Coordinatore special team – Jeremy Springer - Assistente special team – Tom Quinn - Assistente special team - Coby Tippett |

## Roster
| Roster dei New England Patriots |
| --- |
| Quarterback - 14 Jacoby Brissett - 10 Drake Maye - 19 Joe Milton Running Back - 21 Antonio Gibson - 39 JaMycal Hasty - 26 Terrell Jennings RB - 38 Rhamondre Stevenson Wide Receiver - 6 Javon Baker - 84 Kendrick Bourne - 9 Kayshon Boutte - 3 Demario Douglas - 13 Jalen Hurd - 83 John Jiles Tight End - 88 Jaheim Bell - 85 Hunter Henry - 81 Austin Hooper - -- Giovanni Ricci - 87 Jack Westover - 86 Mitchell Wilcox Offensive Linemen Template:Giocaotre NFL - 75 Demontrey Jacobs T - 76 Caleb Jones T - 59 Vederian Lowe T - 71 Michael Onwenu T - 64 Layden Robinson G Template:Giocaotre NFL - 62 Sidy Sow G - 69 Cole Strange G - 70 Caedan Wallace T Defensive Linemen - 95 Daniel Ekuale DT - 92 Davon Godchaux DT - 58 Marcus Harris DT - 96 Eric Johnson DT - 54 Truman Jones DE - 98 Jeremiah Pharms Jr. DT - 99 Keion White DE - 91 Deatrich Wise Jr. DE Linebacker - 53 Christian Elliss OLB - 33 Anfernee Jennings OLB - 97 Titus Leo LB - 47 Andrew Parker Jr. LB - 45 Monty Rice LB - 16 Sione Takitaki MLB - 48 Jahlani Tavai OLB Defensive Back - 28 Alex Austin CB - 35 Miles Battle CB - 29 Isaiah Bolden CB - 27 Marcellas Dial CB - 23 Kyle Dugger SS - 0 Christian Gonzalez CB - 32 Jaylinn Hawkins FS - 30 DJ James CB - 31 Jonathan Jones CB - 15 Marte Mapu SS - 34 Dell Pettus SS - 41 Brenden Schooler FS Special Team - 17 Bryce Baringer P - 49 Joe Cardona LS - 11 John Parker Romo K - 13 Joey Slye K Lista delle riserve - 60 David Andrews C - 67 Jake Andrews C (IR) - 90 Christian Barmore DT (NF-Inj.) - 8 Ja'Whaun Bentley MLB - 77 Ben Brown C - 82 JaQuae Jackson WR (IR) - 52 Curtis Jacobs MLB - 25 Marcus Jones CB - 5 Jabrill Peppers FS - 1 Ja'Lynn Polk WR - 92 Jaquelin Roy DT - 93 Oshane Ximines OLB Roster aggiornato al 4 febbraio 2025 61 attivi, 12 inattivi, 0 nella squadra di allenamento |
| Legenda - I rookie sono in corsivo. - Il primo ruolo è il principale mentre gli eventuali successivi indicano i ruoli secondari. - (IR) sta per Injured Reserve ed indica la lista ristretta per un solo giocatore infortunato che può tornare ad allenarsi dopo la settimana 6 e a rientrare in prima squadra dopo che questa ha giocato 8 partite. - (NF-Inj.) / (NF-Ill.) stanno rispettivamente per Non-Football Injured e Non-Football Illness ed indicano le liste dove viene inserito un giocatore che ha un infortunio o una malattia non dipendente dal football americano. - (PUP) sta per Physically Unable to Perform ed indica la lista dove viene inserito un giocatore mentre è in attesa di recuperare la condizione fisica. Nella stagione regolare dopo la sesta partita giocata dalla propria squadra, il giocatore ha tempo tre settimane per riprendere ad allenarsi, più tre settimane aggiuntive dal suo rientro agli allenamenti per rientrare in prima squadra. |

## Precampionato
Il 14 maggio 2025 furono annunciate le gare del precampionato.
| Precampionato |           |           |                       |           |        |                   |             |         |
| Settimana     | Data      | Ora (ET)  | Avversario            | Risultato | Record | Stadio            | TV          | Sintesi |
| 1             | 8 agosto  | 7:30 p.m. | Washington Commanders | V 48-18   | 1-0    | Gillette Stadium  | WBZ (CBS)   | Sintesi |
| 2             | 16 agosto | 1:00 p.m. | @ Minnesota Vikings   | V 20-12   | 2-0    | U.S. Bank Stadium | WBZ (CBS)   | Sintesi |
| 3             | 21 agosto | 8:00 p.m. | @ New York Giants     | -         | -      | MetLife Stadium   | Prime Video | -       |

## Stagione regolare

### Calendario
Il calendario della stagione regolare fu reso noto il 14 maggio 2025.
| Stagione regolare |                    |                    |                        |                    |                    |                       |                    |                    |
| Settimana         | Data               | Ora (ET)           | Avversario             | Risultato          | Record             | Stadio                | TV                 | Sintesi            |
| 1                 | 7 settembre        | 1:00 p.m.          | Las Vegas Raiders      | -                  | -                  | Gillette Stadium      | CBS                | -                  |
| 2                 | 14 settembre       | 1:00 p.m.          | @ Miami Dolphins       | -                  | -                  | Hard Rock Stadium     | CBS                | -                  |
| 3                 | 21 settembre       | 1:00 p.m.          | Pittsburgh Steelers    | -                  | -                  | Gillette Stadium      | CBS                | -                  |
| 4                 | 28 settembre       | 1:00 p.m.          | Carolina Panthers      | -                  | -                  | Gillette Stadium      | Fox                | -                  |
| 5                 | 5 ottobre          | 8:20 p.m.          | @ Buffalo Bills (S)    | -                  | -                  | Highmark Stadium      | NBC                | -                  |
| 6                 | 12 ottobre         | &nbsp4:25 p.m.     | @ New Orleans Saints   | -                  | -                  | Caesars Superdome     | CBS                | -                  |
| 7                 | 19 ottobre         | 1:00 p.m.          | @ Tennessee Titans     | -                  | -                  | Nissan Stadium        | CBS                | -                  |
| 8                 | 26 ottobre         | 1:00 p.m.          | Cleveland Browns       | -                  | -                  | Gillette Stadium      | Fox                | -                  |
| 9                 | 2 novembre         | 1:00 p.m.          | Atlanta Falcons        | -                  | -                  | Gillette Stadium      | CBS                | -                  |
| 10                | 9 novembre         | 1:00 p.m.          | @ Tampa Bay Buccaneers | -                  | -                  | Raymond James Stadium | CBS                | -                  |
| 11                | 13 novembre        | 8:15 p.m.          | New York Jets (T)      | -                  | -                  | Gillette Stadium      | Prime Video        | -                  |
| 12                | 23 novembre        | 1:00 p.m.          | @ Cincinnati Bengals   | -                  | -                  | Paycor Stadium        | CBS                | -                  |
| 13                | 1° dicembre        | 8:15 p.m.          | New York Giants (M)    | -                  | -                  | Gillette Stadium      | ESPN               | -                  |
| 14                | Settimana di pausa | Settimana di pausa | Settimana di pausa     | Settimana di pausa | Settimana di pausa | Settimana di pausa    | Settimana di pausa | Settimana di pausa |
| 15                | 14 dicembre        | 1:00 p.m.          | Buffalo Bills          | -                  | -                  | Gillette Stadium      | CBS                | -                  |
| 16                | 21 dicembre        | 1:00 p.m.          | @ Baltimore Ravens     | -                  | -                  | M&T Bank Stadium      | CBS                | -                  |
| 17                | 28 dicembre        | 1:00 p.m.          | @ New York Jets        | -                  | -                  | MetLife Stadium       | CBS                | -                  |
| 18                | 3/4 gennaio        | Da def.            | Miami Dolphins         | -                  | -                  | Gillette Stadium      | Da def.            | -                  |

Note:
- Gli avversari della propria division sono in grassetto.
- Il simbolo "@" indica una partita giocata in trasferta.
- (M) indica il Monday Night Football, (T) il Thursday Night Football e (S) il Sunday Night Football.
- Dall'undicesimo al diciassettesimo turno si adotta una programmazione flessibile: le partite del Sunday Night Football, del Monday Night Football e del Thursday Night Football sono programmate in via provvisoria e sono eventualmente soggette a modifiche.
- Data e orario della gara del diciottesimo turno saranno stabilite dopo lo svolgimento del diciassettesimo turno.